# 1995 VG
1995 VG är en asteroid i huvudbältet som upptäcktes den 1 november 1995 av den japanska astronomen Takao Kobayashi vid Ōizumi-observatoriet.
Asteroiden har en diameter på ungefär 8 kilometer.